# Ottavio Cogliati
Ottavio Cogliati (Nerviano, Llombardia, 4 de juny de 1939 - Magenta, 10 d'abril de 2008) va ser un ciclista italià que fou professional entre 1961 i 1964.
El 1960, com a amateur, va prendre part en els Jocs Olímpics de Roma, en què guanyà una medalla d'or en la contrarellotge per equips, junt a Antonio Bailetti, Livio Trapè i Giacomo Fornoni. Es va retirar el 1964,  i més tard va treballar com a venedor de begudes alcohòliques.

## Palmarès
- 1960
  -  Medalla d'or als Jocs Olímpics de Roma en contrarellotge per equips
  - 1r a la Coppa Caduti Nervianesi
  - 1r a la Targa d'Oro Città de Legnano

### Resultats al Tour de França
- 1962. Abandona (7a etapa)
- 1963. Abandona (3a etapa)

### Resultats al Giro d'Itàlia
- 1961. Abandona